# Ендовер (парафія, Нью-Брансвік)
Ендовер (англ. Andover) — парафія в Канаді, у провінції Нью-Брансвік, у складі графства Вікторія.

## Населення
За даними перепису 2016 року, парафія нараховувала 891 особу, показавши скорочення на 5,4%, порівняно з 2011-м роком. Середня густина населення становила 7,2 осіб/км².
З офіційних мов обидвома одночасно володіли 95 жителів, тільки англійською — 785, а 10 — жодною з них. Усього 40 осіб вважали рідною мовою не одну з офіційних.
Працездатне населення становило 60,6% усього населення, рівень безробіття — 8,4% (13% серед чоловіків та 5,4% серед жінок). 89,2% осіб були найманими працівниками, а 10,8% — самозайнятими.
Середній дохід на особу становив $33 090 (медіана $25 323), при цьому для чоловіків — $40 970, а для жінок $25 158 (медіани — $29 760 та $20 352 відповідно).
32,8% мешканців мали закінчену шкільну освіту, не мали закінченої шкільної освіти — 34,3%, 32,1% мали післяшкільну освіту, з яких 15,9% мали диплом бакалавра, або вищий.
| Статево-вікова структура населення | Статево-вікова структура населення | Статево-вікова структура населення | Статево-вікова структура населення | Статево-вікова структура населення |
| ---------------------------------- | ---------------------------------- | ---------------------------------- | ---------------------------------- | ---------------------------------- |
|                                    |                                    |                                    |                                    |                                    |
| Всього                             | Всього                             | 50,6%49,4%                         |                                    |                                    |
| 0 — 14 років                       | 0 — 14 років                       |                                    | 16,4%                              | 16,4%                              |
| 15 — 64 років                      | 15 — 64 років                      |                                    | 62,7%                              | 62,7%                              |
| 65 і більше                        | 65 і більше                        |                                    | 20,9%                              | 20,9%                              |
| 85 і більше                        | 85 і більше                        |                                    | 1,7%                               | 1,7%                               |
| Середній вік (років)               | Середній вік (років)               | 45,143,9                           | 44,5                               | 44,5                               |
| Медіана (років)                    | Медіана (років)                    | 51,049,1                           | 49,6                               | 49,6                               |
| — чоловіки — жінки                 |                                    |                                    |                                    |                                    |

| Походження мешканців:     | Походження мешканців:     | Походження мешканців: | Походження мешканців: | Походження мешканців: |
| ------------------------- | ------------------------- | --------------------- | --------------------- | --------------------- |
| Походження                |                           |                       | осіб                  | %                     |
| Корінні американці        | Корінні американці        |                       | 0                     | 0%                    |
| Інше північноамериканське | Інше північноамериканське |                       | 500                   | 57.14%                |
| Європейське               | Європейське               |                       | 535                   | 61.14%                |
| британське                | британське                |                       | 425                   | 48.57%                |
| французьке                | французьке                |                       | 135                   | 15.43%                |
| українське                | українське                |                       | 20                    | 2.29%                 |
| Латинськоамериканське     | Латинськоамериканське     |                       | 10                    | 1.14%                 |

| Зайнятість населення за галузями (за класифікацією NOC): | Зайнятість населення за галузями (за класифікацією NOC): | Зайнятість населення за галузями (за класифікацією NOC): | Зайнятість населення за галузями (за класифікацією NOC): | Зайнятість населення за галузями (за класифікацією NOC): |
| -------------------------------------------------------- | -------------------------------------------------------- | -------------------------------------------------------- | -------------------------------------------------------- | -------------------------------------------------------- |
|                                                          |                                                          |                                                          |                                                          |                                                          |
| Управління                                               | Управління                                               |                                                          | 9,6%                                                     | 9,6%                                                     |
| Бізнес, фінанси та адміністрування                       | Бізнес, фінанси та адміністрування                       |                                                          | 9,6%                                                     | 9,6%                                                     |
| Природничі та прикладні науки                            | Природничі та прикладні науки                            |                                                          | 4,8%                                                     | 4,8%                                                     |
| Охорона здоров'я                                         | Охорона здоров'я                                         |                                                          | 4,8%                                                     | 4,8%                                                     |
| Освіта, правозахист, муніципальні та урядові служби      | Освіта, правозахист, муніципальні та урядові служби      |                                                          | 4,8%                                                     | 4,8%                                                     |
| Роздрібна торгівля та послуги                            | Роздрібна торгівля та послуги                            |                                                          | 19,3%                                                    | 19,3%                                                    |
| Гуртова торгівля, транспорт та обладнання                | Гуртова торгівля, транспорт та обладнання                |                                                          | 26,5%                                                    | 26,5%                                                    |
| Природні ресурси, сільське господарство                  | Природні ресурси, сільське господарство                  |                                                          | 6%                                                       | 6%                                                       |
| Виробництво                                              | Виробництво                                              |                                                          | 13,3%                                                    | 13,3%                                                    |

## Клімат
Середня річна температура становить 3,5°C, середня максимальна – 22,5°C, а середня мінімальна – -19,3°C. Середня річна кількість опадів – 1 022 мм.
| Клімат поселення                              | Клімат поселення | Клімат поселення | Клімат поселення | Клімат поселення | Клімат поселення | Клімат поселення | Клімат поселення | Клімат поселення | Клімат поселення | Клімат поселення | Клімат поселення | Клімат поселення | Клімат поселення |
| Показник                                      | Січ.             | Лют.             | Бер.             | Квіт.            | Трав.            | Черв.            | Лип.             | Серп.            | Вер.             | Жовт.            | Лист.            | Груд.            |                  |
| Середній максимум, °C                         | −6,12            | −4,76            | 1,41             | 8,81             | 16,52            | 21,68            | 22,52            | 21,49            | 16,17            | 10,08            | 3,70             | −4,46            |                  |
| Середня температура, °C                       | −12,7            | −11,32           | −5,15            | 2,24             | 9,96             | 15,11            | 18,33            | 17,30            | 11,98            | 5,90             | −0,49            | −8,64            |                  |
| Середній мінімум, °C                          | −19,25           | −17,9            | −11,72           | −4,34            | 3,39             | 8,54             | 14,14            | 13,12            | 7,79             | 1,72             | −4,66            | −12,83           |                  |
| Норма опадів, мм                              | 80               | 57               | 67               | 69               | 88               | 89               | 108              | 104              | 98               | 87               | 90               | 85               |                  |
| Середньомісячна швидкість вітру, м/с          | 3.94             | 4.03             | 4.26             | 4.08             | 3.86             | 3.46             | 3.15             | 3.04             | 3.36             | 3.74             | 3.90             | 3.90             |                  |
| Середньомісячна сонячна радіація, кДж/м²·день | 5056             | 8339             | 12260            | 15823            | 18576            | 20424            | 19736            | 17373            | 12815            | 7905             | 4710             | 3933             |                  |
| --------------------------------------------- | ---------------- | ---------------- | ---------------- | ---------------- | ---------------- | ---------------- | ---------------- | ---------------- | ---------------- | ---------------- | ---------------- | ---------------- | ---------------- |
| Джерело:                                      |                  |                  |                  |                  |                  |                  |                  |                  |                  |                  |                  |                  |                  |